# Control – The Remixes
A Control – The Remixes (Japánban More Control címen jelent meg) Janet Jackson amerikai énekesnő negyedik albuma és első remixalbuma a kettőből (a második a Janet.Remixed). Harmadik albuma, a Control számainak válogatott remixei szerepelnek rajta. Az album az Egyesült Államokban nem jelent meg. Három különböző változata létezik: az egyik a kontinentális Európában jelent meg, a másik az Egyesült Királyságban, a harmadik Japánban.
Több rajta szereplő remix már korábban is megjelent kislemezeken, és több esetben (Control, When I Think of You) a dal videóklipjéhez is a remixet használták. A remixalbum majdnem 300 000 példányban kelt el világszerte.

## Számlista
| Európai változat | Európai változat                                         | Európai változat |
| #                | Cím                                                      | Hossz            |
| ---------------- | -------------------------------------------------------- | ---------------- |
| 1.               | Control (Video Mix) (Soundtrack to the Video of Control) | 6:02             |
| 2.               | Nasty (Extended)                                         | 6:07             |
| 3.               | Nasty (Cool Summer Mix Part 1.)                          | 7:57             |
| 4.               | What Have You Done for Me Lately (Extended Mix)          | 6:57             |
| 5.               | When I Think of You (Extra Beats)                        | 2:01             |
| 6.               | When I Think of You (Dance Mix)                          | 6:24             |
| 7.               | Control (A Cappella)                                     | 3:56             |
| 8.               | Let’s Wait Awhile (Remix)                                | 4:36             |
| Brit változat    |                                                          |                  |
| #                | Cím                                                      | Hossz            |
| 1.               | Control (Video Mix) (Soundtrack to the Video of Control) | 6:02             |
| 2.               | When I Think of You (Dance Mix)                          | 6:24             |
| 3.               | The Pleasure Principle (Long Vocal)                      | 7:23             |
| 4.               | What Have You Done for Me Lately (Extended Mix)          | 7:00             |
| 5.               | Nasty (Cool Summer Mix Part 2.)                          | 10:09            |
| 6.               | Let’s Wait Awhile (Remix)                                | 4:30             |
| 7.               | Nasty (Cool Summer Mix Part 1.)                          | 7:57             |
| 8.               | The Pleasure Principle (Dub Edit)                        | 4:19             |
| More Control     |                                                          |                  |
| #                | Cím                                                      | Hossz            |
| 1.               | What Have You Done for Me Lately (Extended Mix)          | 7:00             |
| 2.               | Nasty (Extended Mix)                                     | 6:00             |
| 3.               | When I Think of You (Dance Remix)                        | 6:25             |
| 4.               | Control (Extended Version)                               | 7:33             |
| 5.               | What Have You Done for Me Lately (Dub Version)           | 6:35             |
| 6.               | Nasty (Cool Summer Mix Part 2.)                          | 10:09            |
| 7.               | When I Think of You (Instrumental)                       | 4:00             |
| 8.               | Control (Video Mix) (Soundtrack to the Video of Control) | 6:02             |
| 9.               | Let’s Wait Awhile (Remix)                                | 4:30             |